# 金基昇
金 基昇（キム・ギスン、朝鮮語: 김기승、1909年 - 2000年8月14日）は、大韓民国の書家。
号は原谷（ウォンゴク、 원곡）。

## 経歴
忠清南道扶餘郡出身。中国公学大学部経済科卒業。1952年第一回国展にて文教部長官賞受賞。第4回まで特選に選ばれ、1961年以来国展の推薦作家、審査委員を務める。1956年大成書芸院創設、個展を9回開く。そのほか、ソウル大学校美術大学講師、文教部文化財保存委員、ソウル特別市文化委員などを務めた。黄庭堅の書体を身につけ、代表作には『安昌浩先生碑文』、『閔忠正公碑頭篆』、『安重根義士 동상문』、『国立墓地無名勇士英顕예병서』がある。